# جائزة غولدن غلوب لأفضل فلم بلغة أجنبية

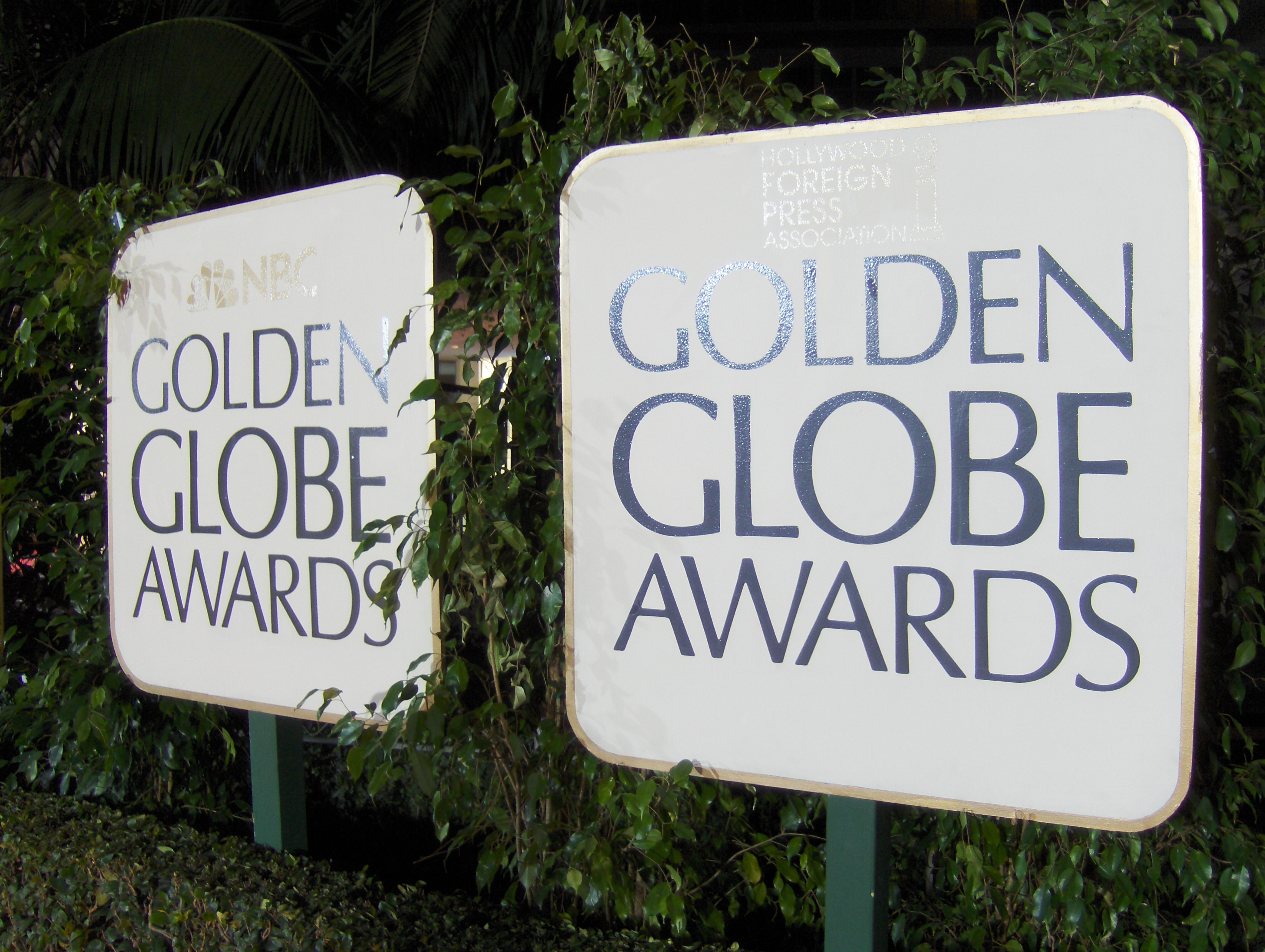

جائزة غولدن غلوب لأفضل فيلم بلغة أجنبية هي واحدة من الجوائز السنوية التي تقدمها رابطة هوليوود للصحافة الأجنبية خلال حفل جائزة غولدن غلوب الأمريكي.
حتى العام 1986، كانت تعرف بأسم جائزة غولدن غلوب لأفضل فيلم أجنبي، حيث أي فيلم غير أمريكي حتى لو كانت ناطق باللغة الإنكليزية يستطيع الترشح لهذه الجائزة. في عام 1987، غيرت إلى أفضل فيلم بلغة أجنبية، حتى تستطيع الأفلام الأجنبية الناطقة باللغة الإنكليزية الترشح لجائزة الغولدن غلوب لأفضل فيلم. بالإضافة إلى ذلك، هذا التغيير سمح للأفلام الأمريكية الناطقة بلغة غير الإنكليزية من الترشح لهذه الجائزة، مثل الفيلم الفائز بالجائزة رسائل من إيوو جيما ومرشحين مثل أبوكاليبتو وعداء الطائرة الورقية وفي أرض الدم والعسل.